# Liphistiidae

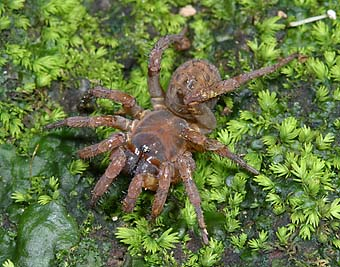
Heptathela kimurai.

Liphistiidae é uma família asiática de aranhas  que compreende 5 gêneros e 85 espécies, cujos habitats compreendem China e Japão. No Japão, a kimura-gumo (Heptathela kimurai) é bastante conhecida.

## Gêneros
- Heptathela (Kishida, 1923) — Vietnã, Japão, China (26 espécies)
- Liphistius (Schiødte, 1849) — Sudeste asiático (48 espécies)
- Nanthela (Haupt, 2003) — Hong Kong, Vietnã (2 espécies)
- Ryuthela (Haupt, 1983) — Ryukyu, Okinawa (7 espécies)
- Songthela (Ono, 2000) — China (4 espécies)